# Barclay-Kingston
Barclay-Kingston és una concentració de població designada pel cens dels Estats Units a l'estat de Nova Jersey. Segons el cens del 2000 tenia 10.728 habitants.

## Demografia
Segons el cens del 2000, Barclay-Kingston tenia 10.728 habitants, 4.106 habitatges, i 3.034 famílies. La densitat de població era de 1.453,4 habitants/km².
Dels 4.106 habitatges en un 31,2% hi vivien nens de menys de 18 anys, en un 63,7% hi vivien parelles casades, en un 7,6% dones solteres, i en un 26,1% no eren unitats familiars. En el 22,6% dels habitatges hi vivien persones soles el 12,4% de les quals corresponia a persones de 65 anys o més que vivien soles. El nombre mitjà de persones vivint en cada habitatge era de 2,6 i el nombre mitjà de persones que vivien en cada família era de 3,07.
Per edats la població es repartia de la següent manera: un 23,7% tenia menys de 18 anys, un 5,6% entre 18 i 24, un 25,8% entre 25 i 44, un 25,3% de 45 a 60 i un 19,5% 65 anys o més.
L'edat mediana era de 42 anys. Per cada 100 dones de 18 o més anys hi havia 90,2 homes.
La renda mediana per habitatge era de 68.561 $ i la renda mediana per família de 78.465 $. Els homes tenien una renda mediana de 52.403 $ mentre que les dones 37.650 $. La renda per capita de la població era de 32.259 $. Aproximadament el 2,1% de les famílies i el 2,6% de la població estaven per davall del llindar de pobresa.

## Poblacions més properes
El següent diagrama mostra les poblacions més properes.